# Fannie L. Daugherty
Le Fannie L. Daugherty est un skipjack de la baie de Chesapeake, qui a été construit à Crisfield, dans le Maryland, en 1904.
C'est un bateau de pêche traditionnel de la baie, sloop à deux voiles équipé d'une dérive. C'est l'un des 35 skipjacks traditionnels survivants de la baie de Chesapeake Il est basé à Wenona, dans le comté de Somerset, dans le Maryland.
Le skipjack est devenu Bateau d'État en 1985.
Fannie L. Daughter a été inscrite au registre national des lieux historiques en 1985.

## Galerie

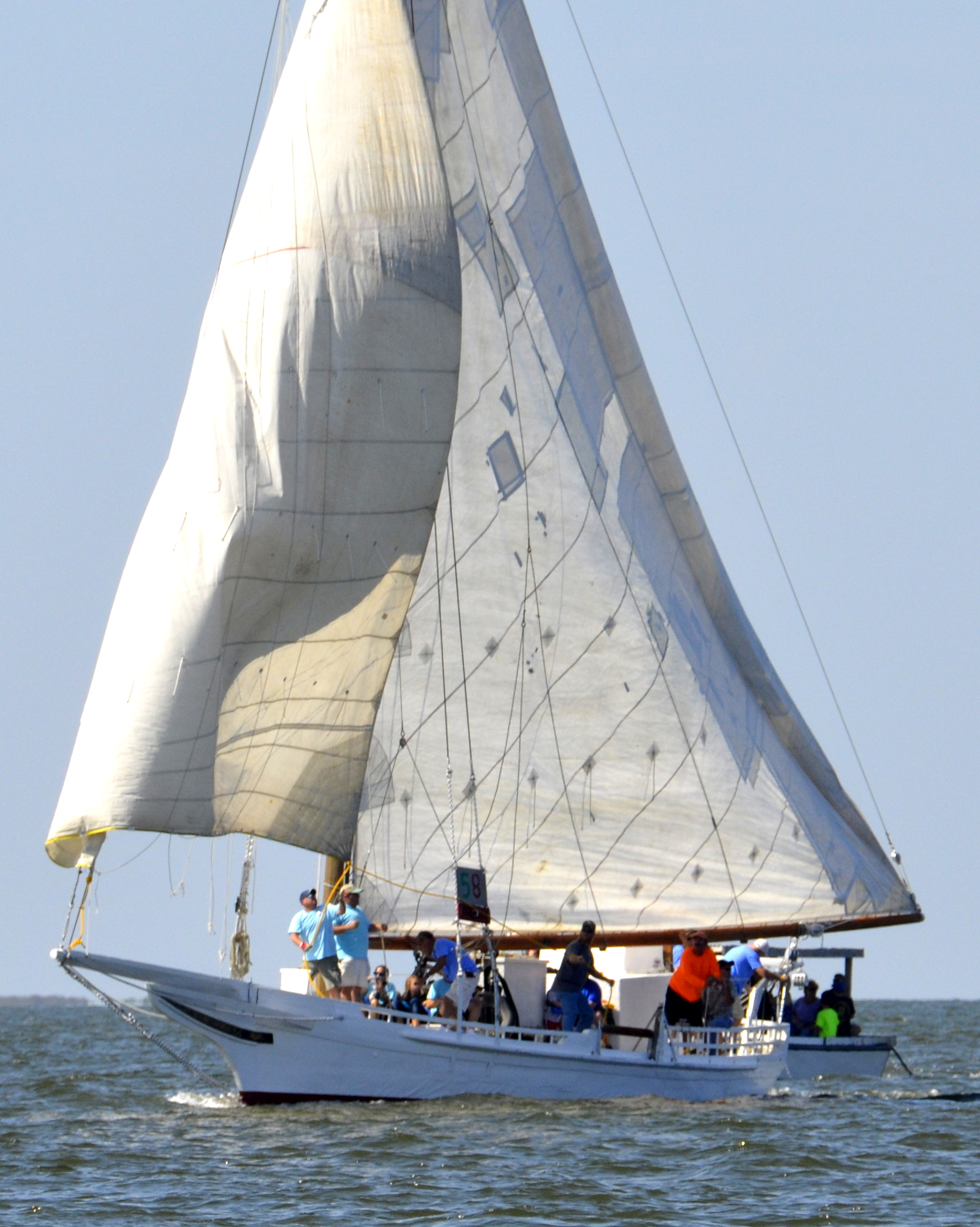